# Leaving on a Jet Plane
"Leaving on a Jet Plane" es una canción escrita e interpretada por el cantautor estadounidense John Denver en 1966, incluida originalmente en su grabación de demostración debut "John Denver Sings" bajo el título "Babe I Hate to Go". Hizo varias copias y las regaló como presentes de Navidad ese año. El entonces productor de Denver, Milt Okun, lo convenció de cambiar el título; la canción fue renombrada "Leaving on a Jet Plane" en 1967.
Peter, Paul y Mary grabaron una versión de esa canción en 1967 para su álbum de estudio Album 1700; se publicó como sencillo en 1969.
Fue el mayor y último éxito del grupo y se convirtió en su único número 1 en la lista Billboard Hot 100. La canción también estuvo tres semanas en el primer puesto de la lista Easy Listening y se utilizó en anuncios de United Airlines a finales de los años sesenta y principios de los setenta. La canción también encabezó las listas de Canadá y alcanzó el número 2 en la lista de singles del Reino Unido y en la de Irlanda en febrero de 1970.
En 1969, simultáneamente al éxito de la versión de Peter, Paul y Mary, Denver volvió a grabar la canción para su álbum de estudio debut, Rhymes & Reasons, y fue lanzada como sencillo en octubre de 1969 a través de RCA Records. Aunque es una de las canciones más conocidas de John Denver, su sencillo no logró ingresar en las listas de éxitos. Esta versión se utilizó en los créditos finales de la película de 2011 The Guard.
"Leaving on a Jet Plane" fue regrabada por tercera y última vez en 1973 para el álbum John Denver's Greatest Hits, siendo esta versión la que aparece en la mayoría de sus álbumes de recopilación. Una versión de Chantal Kreviazuk alcanzó el número 33 en Canadá en 1998."